# Palakollu
Palakollu est une ville du district du Godavari occidental dans l'État d'Andhra Pradesh en Inde. 
Selon le recensement de l'Inde de 2011, la localité compte une population de 81 199 habitants.